# Jin Mingdi
Mingdi (成帝) est un empereur de Chine de la dynastie Jin de l'Est né en 299 et mort le 18 octobre 325. Il règne de 323 à sa mort.

## Biographie
Sima Shao est le fils aîné de l'empereur Yuandi et de sa concubine, Dame Xun. Il succède à son père à sa mort, en 323. Son bref règne est marqué par l'élimination du seigneur de guerre Wang Dun (en), qui s'était révolté contre Yuandi et menaçait d'en faire autant contre lui. Victime d'une grave maladie, il meurt en 325. Son fils aîné Sima Yan lui succède.